# Genesis Archive 2: 1976-1992
Genesis Archive #2: 1976-1992 es una compilación del grupo de pop rock y rock progresivo Genesis. Fue sacada en el 2000. Es una caja de tres discos.
La caja contiene grabaciones en vivo, caras B de sencillos, y canciones de los EP del grupo (Spot the Pigeon y 3 X 3). Algunas grabaciones en vivo habían sido caras B de sencillos, y de los EP se omitieron dos canciones, una de cada uno.
Genesis Archive #2: 1976-1992 alcanzó la posición 103 en el Reino Unido.

## Canciones
Todas las canciones compuestas por Tony Banks, Phil Collins y Mike Rutherford, excepto en donde se indique.

### Disco 1
1. "On the Shoreline" - 4:49
  - Cara B de "I Can't Dance", diciembre de 1991.
2. "Hearts on Fire" - 5:14
  - Cara B de "Jesus He Knows Me", julio de 1992.
3. "You Might Recall" - 5:32
4. "Paperlate" - 3:21
  - Las dos canciones mencionadas arriba fueron grabadas durante las sesiones de Abacab en 1981, y fueron sacadas en 1982 en el EP 3 X 3 y en la edición norteamericana original de Three Sides Live.
5. "Evidence of Autumn" (Banks) - 4:58
  - Cara B de "Misunderstanding" en agosto de 1980 (Duke). También fue sacada en la versión norteamericana original de Three Sides Live.
6. "Do the Neurotic" - 7:09
  - Cara B de "In Too Deep", agosto de 1986.
7. "I'd Rather Be You" - 3:59
  - Cara B de "Throwing It All Away", julio de 1987.
8. "Naminanu" - 3:54
  - Cara B de "Keep It Dark", octubre de 1981.
9. "Inside and Out" (Banks, Collins, Hackett, Rutherford) - 6:43
  - Del EP Spot the Pigeon, mayo de 1977. También fue usada como la cara B de "Follow You, Follow Me" en Estados Unidos, 1978.
10. "Feeding the Fire" - 5:51
  - Cara B de "Land of Confusion", noviembre de 1986.
11. "I Can't Dance" - 7:02
  - Re-mezcla de 12".
12. "Submarine" - 5:13
  - Versión modificada de la cara B de "Man on the Corner", marzo de 1982. El final original es omitido y otra parte es repetida, dando como resultado una versión editada más larga que la original.

### Disco 2
1. "Illegal Alien" - 5:31
  - Grabada en vivo en el LA Forum, Los Angeles, 14 de enero de 1984.
2. "Dreaming While You Sleep" - 7:48
  - Grabada en vivo en el Earls Court Exhibition Centre, noviembre de 1992.
3. "It's Gonna Get Better" - 7:32
  - Grabada en vivo en el LA Forum, Los Angeles, 14 de enero de 1984.
4. "Deep in the Motherlode" (Rutherford) - 5:54
  - Grabada en vivo en el Theatre Royal, Drury Lane, Londres, 5 de mayo de 1980.
5. "Ripples" (Banks, Rutherford) - 9:53
  - Grabada en vivo en The Lyceum, Londres, 6 de mayo de 1980.
6. "The Brazilian" - 5:17
  - Grabada en vivo en el Estadio Wembley, Londres, 4 de julio de 1987.
7. "Your Own Special Way" (Rutherford) - 6:51
  - Grabada en vivo en el Sydney Entertainment Centre, diciembre de 1986.
8. "Burning Rope" (Banks) - 7:28
  - Grabada en vivo en The Summit, Houston, 22 de octubre de 1978.
9. "Entangled" (Banks, Hackett) - 6:57
  - Grabada en vivo en la New Bingley Hall, Stafford, 10 de julio de 1976.
10. "Duke's Travels/Duke's End" - 9:31
  - Grabada en vivo en The Lyceum, Londres, 7 de mayo de 1980.

### Disco 3
1. "Invisible Touch" - 5:58
2. "Land of Confusion" - 6:59
3. "Tonight, Tonight, Tonight" - 11:46
  - Las tres canciones mencionadas arriba son re-mezclas de 12".
4. "No Reply at All" - 4:56
5. "Man on the Corner" (Collins) - 4:04
  - Las dos canciones mencionadas arriba fueron grabadas en vivo en el Savoy Ballroom, Nueva York, 28 de noviembre de 1981.
6. "The Lady Lies" (Banks) - 6:08
  - Grabada en vivo en The Lyceum, Londres, 6 de mayo de 1980.
7. "Open Door" (Rutherford) - 4:08
  - Cara B de "Duchess", mayo de 1980. También fue sacada en la versión norteamericana original de Three Sides Live.
8. "The Day the Light Went Out" (Banks) - 3:14
9. "Vancouver" (Collins, Rutherford) - 3:03
  - Las dos canciones mencionadas arriba fueron sacadas en la cara B de "Many Too Many", junio de 1978.
10. "Pigeons" - 3:13
  - Del EP Spot the Pigeon, mayo de 1977.
11. "It's Yourself" (Banks, Collins, Hackett, Rutherford) - 5:25
  - Grabada en las sesiones de A Trick of the Tail. Un fragmento fue usado como introducción de la canción "Los Endos". Fue sacada en la cara B de "Your Own Special Way", febrero de 1977. La versión original duraba alrededor de 5:46, pero esta versión termina 20 segundos antes.
12. "Mama (work in progress)" - 10:43
  - Una práctica grabada durante las sesiones de Genesis en 1983.

## Miembros
- Phil Collins - Voz líder, Batería, Percusión
- Tony Banks - Teclados, Voz, Voz de fondo
- Mike Rutherford - Guitarra, Bajo, Voz de fondo
- Steve Hackett - Guitarra: Disco 1, canción 9; Disco 2, canción 9; Disco 3, canciones 10 y 11.
- Daryl Stuermer - Guitarra, Bajo: Disco 2 (Excepto en la canción 9) y disco 3, canciones 4, 5 y 6.
- Chester Thompson - Batería, Percusión: Disco 2 (Excepto en la canción 9) y disco 3, canciones 4, 5 y 6.
- Bill Bruford - Percusión: Disco 2, canción 9.

- Datos: Q131900